# Robert K. Ritner
Robert Kriech Ritner (5 avril 1953 - 25 juillet 2021) est un égyptologue américain qui a travaillé à l'Oriental Institute de l'université de Chicago.

## Biographie

### Éducation
Ritner a obtenu une licence en psychologie à l'université de Rice en 1975, et un doctorat (avec mention) en égyptologie à l'université de Chicago en 1987. Sa thèse s'intitulait The Mechanics of Ancient Egyptian Magical Practice.

### Enseignement
Entre 1991 et 1996, Ritner occupe le poste de professeur assistant d'égyptologie Marilyn M. Simpson au département des langues et civilisations du Proche-Orient de l'université Yale. En 1996, il est recruté à l'Institut oriental et au département des langues et civilisations du Proche-Orient de l'université de Chicago.

### Domaine de travail
Ritner est largement connu pour ses travaux sur les pratiques religieuses, la langue, la médecine, la littérature, la magie et l'histoire politique de l'Égypte antique. Au sein de la communauté des études mormones, Ritner est connu pour avoir confirmé les conclusions d'autres égyptologues qui ont enquêté sur les papyri de Joseph Smith. Ritner a conclu que le Livre d'Abraham est « une invention peut-être bien intentionnée, mais erronée, de Joseph Smith ».
Il est un descendant de Joseph Ritner, qui a été gouverneur antimaçonnique de la Pennsylvanie de 1835 à 1839, ce que le professeur Ritner a noté avec un certain amusement, car il attribue personnellement à la franc-maçonnerie le mérite d'avoir contribué à populariser la culture et l'architecture de l'Égypte antique.

### Décès
Ritner est mort le 25 juillet 2021 à l'âge de 68 ans .

## Publications
Livres
- Robert K. Ritner, The Mechanics of Ancient Egyptian Magical Practice, Chicago, Oriental Institute of University of Chicago, 1993 (ISBN 0918986753, OCLC 28176694).
- William Kelly Simpson et Robert K. Ritner, The literature of ancient Egypt: an anthology of stories, instructions, stelae, autobiographies, and poetry, New Haven, Connecticut, Yale University Press, 2003année origine=1973 (ISBN 9780300128567, OCLC 234083884).
- Martti Nissinen, Robert K. Ritner, C L Seow et Peter Machinist, Prophets and prophecy in the ancient Near East, Atlanta, Society of Biblical Literature, 2003 (ISBN 158983027X, OCLC 51969302).
- K Aslihan Yener, Stephen Batiuk et Robert Kriech Ritner, The Amuq Valley regional projects, Chicago, Oriental Institute of the University of Chicago, 2005 (ISBN 1885923325, OCLC 66385293).
- Robert K. Ritner, The Libyan Anarchy: Inscriptions from Egypt's Third Intermediate Period, Atlanta, Society of Biblical Literature, coll. « Writings from the ancient world », 2009 (ISBN 9781589831742, OCLC 60671773), chap. 21.
- Robert K. Ritner, Marc Coenen, H. Michael Marquardt et Christopher Woods, The Joseph Smith Egyptian Papyri: A Complete Edition, Salt Lake City, Signature Books, 2013 (ISBN 978-1560852209, OCLC 869043745).
- Robert K. Ritner, Essays for the Library of Seshat: Studies Presented to Janet H. Johnson on the Occasion of Her 70th Birthday, Chicago, Oriental Institute Press, 2018 (ISBN 978-1614910329).

Chapitres
- Robert K. Ritner, Religion and philosophy in ancient Egypt, New Haven, Connecticut, Yale Egyptological Seminar, Dept. of Near Eastern Languages and Civilizations, Yale University, 1989 (ISBN 0912532181, OCLC 20996843)

Articles
- Robert K. Ritner, « Égyptiens en Irlande : une question de pérégrinations coptes », Rice University Studies, William Marsh Rice University, vol. 62, no 2,‎ 1979, p. 65-87 (OCLC 5160106, lire en ligne).
- Robert K. Ritner, « A Uterine Amulet in the Oriental Institute Collection », Journal of Near Eastern Studies, vol. 43, no 3,‎ juillet 1984, p. 209-221 (PMID 16468192, DOI 10.1086/373080, JSTOR 544461, S2CID 42701708).
- Robert K. Ritner, « Anubis and the Lunar Disc », The Journal of Egyptian Archaeology, vol. 71,‎ 1985, p. 149-155 (DOI 10.1177/030751338507100115, JSTOR 3821720, S2CID 192228494).
- Karen Polinger Foster et Robert K. Ritner, « Texts, storms, and the Thera eruption », Journal of Near Eastern Studies, vol. 55, no 1,‎ janvier 1996, p. 1-14 (DOI 10.1086/373781, JSTOR 545376, S2CID 162024484).
- Robert K. Ritner, « Innovations and Adaptations in Ancient Egyptian Medicine », Journal of Near Eastern Studies, vol. 59, no 2,‎ avril 2000, p. 107-117 (PMID 16468204, DOI 10.1086/468799, JSTOR 545610, S2CID 39263523).
- Robert K. Ritner, « The 'Breathing Permit of Hôr' Thirty-four Years Later », Dialogue : A Journal of Mormon Thought, vol. 33, no 4,‎ 2000, p. 97-119.
- Robert K. Ritner, « 'The Breathing Permit of Hôr' among the Joseph Smith Papyri », Journal of Near Eastern Studies, vol. 62, no 3,‎ 2003, p. 161-77 (DOI 10.1086/380315, JSTOR 10.1086/380315, S2CID 162323232)
- Robert K. Ritner et Nadine Moeller, « The Ahmose 'Tempest Stela', Thera and Comparative Chronology », Journal of Near Eastern Studies, vol. 73, no 1,‎ avril 2014, p. 1-19 (DOI 10.1086/675069, JSTOR 10.1086/675069, S2CID 161410518)